# Konrád I. Bavor
Konrád I., zv. Bavor byl 18. olomoucký biskup v letech 1317–1326.
Pocházel z Bavorska z nešlechtické rodiny a olomouckým biskupem se stal díky protekci mohučského metropolity Petra z Aspeltu. Kapitulní děkan a kanovníci ho biskupem zvolili 16. června 1316, což papež Jan XXII. v roce 1317 potvrdil. Téhož roku jej na biskupa vysvětil mohučský arcibiskup Petr z Aspeltu.
Na 24. září 1318 svolal do Kroměříže diecézní synodu, kde pranýřoval skutečnost, že kněží hrají v kostky, v karty a že navštěvují krčmy. Přikázal dodržovat residenci a celibát, nosit kněžský oděv a tonsuru a zakázal vybírat poplatky za udělování svátostí.
Stal se důvěrníkem královny Elišky Rejčky a zdržoval se většinou u dvora. V roce 1326 těžce onemocněl a už za jeho života se jednalo o jeho nástupci. Zemřel 8. srpna 1326 a byl pohřben v katedrále sv. Václava v Olomouci.